# ボルチモア・チョップ
ボルチモア・チョップ (Baltimore Chop) は、球がグラウンドに打ち付けられて高くバウンドする内野安打のこと。

## 概要
1890年頃に流行した、叩き付けるバッティングの一つ。特にボルチモア・オリオールズ（現在のボルチモア・オリオールズとは別の球団で後身も存在しない）のウィリー・キーラーなどが得意としていたため「ボルチモア・チョップ」と呼ばれるようになった。
元々は、ヒットエンドランや送球の中継プレーといった、当時は誰も思いつかなかった戦術を考案することで有名であったオリオールズの監督、ネッド・ハンロンと、後に監督になるジョン・マグローのコンビがキーラー発案の打法を練り上げ完成させたもの、と言われている。これを得意としていた選手には、発案したキーラー自身、完成させたマグロー以外にもヒューイー・ジェニングスなどがいる。

### 現代
硬式野球においてはそもそもこのような叩き付け打法は力学に反する非合理な打法のため戦術としては廃れており、偶然打球が高くバウンドした結果、内野手がジャンプしても届かず後方に逸らしてしまい、安打となることが時折見られる程度（初期の人工芝球場では叩きつけた打球が高くバウンドしやすかったことから「人工芝ヒット」とも称されたが、人工芝の技術の向上で天然芝やベアグラウンドのように大きく弾むことはなくなった）であるが、打球が大きくバウンドしやすい軟式野球においては基本的な戦術として日常的に用いられている。